# Fondation Prince Pierre de Monaco
La Fondation Prince Pierre de Monaco a été créée le 17 février 1966 par Rainier III, prince de Monaco, en hommage à son père, Pierre de Polignac (1895-1964), protecteur des lettres et des arts. Présidée par Caroline de Monaco, princesse de Hanovre, la fondation a pour vocation de favoriser la création contemporaine dans les domaines littéraire, musical et artistique.

## Liste des prix

### Prix littéraires

#### Prix littéraire
Créé en 1951, le Prix Littéraire est attribué à un auteur de langue française pour l'ensemble de son œuvre. Le conseil littéraire qui le décerne est composé de membres de l'Académie française, de membres de l'Académie Goncourt et d'écrivains représentant les lettres d'expression française d'autres pays (Belgique, Canada, Congo, Suisse) ; il est présidé par Caroline de Monaco, petite-fille de Pierre de Polignac,.

#### Bourse de la Découverte
Créée en 2001, à l’occasion du 50e anniversaire du prix littéraire, la bourse de la Découverte récompense un auteur francophone pour son premier ouvrage de fiction.

#### Coup de cœur des lycéens
Créé en 2007, en collaboration avec la Direction de l’Éducation Nationale, de la Jeunesse et des Sports, le lauréat du Coup de coeur des lycéens est choisi par un jury de lycéens des établissements de la Principauté parmi une sélection de premiers romans édités à la rentrée littéraire de septembre.

### Prix musicaux

#### Prix de composition musicale
Créé en 1960, ce prix triennal récompense un compositeur pour une œuvre musicale récente. Il est attribué après délibération du Conseil Musical.

#### Coup de cœur des jeunes mélomanes
En collaboration avec l’Académie de Musique Rainier III, avec la Direction de l’Éducation Nationale, de la Jeunesse et des Sports de Monaco et avec le soutien de la Fondation Princesse Grace et d’un montant de 6 000 €, ce prix récompense chaque année une œuvre musicale récente. Sur un ensemble de propositions présenté par le Conseil Musical, le « Coup de Cœur » est sélectionné par un groupe d’élèves de l’Académie de musique de Monaco.

#### Tremplin musical
Le Tremplin Musical récompense un jeune compositeur à l'occasion de la création d'une de ses œuvres. Désireuse de permettre l'émergence de nouveaux talents et de poursuivre son action en faveur de la création contemporaine, la Fondation Prince Pierre a créé ce Prix en 2011.

### Prix artistiques

#### Prix international d’art contemporain (PIAC)
Attribué pour la première fois en 1965, le PIAC est organisé depuis 1983 et récompense une œuvre proposée par le Conseil Artistique, à l’issue d’une consultation internationale d’experts du monde artistique (critiques d’art, commissaires d’expositions, chercheurs, collectionneurs, directeurs d’institutions ou de lieux indépendants ...).

#### Bourse de Recherche
Créée en 2022, elle soutient un artiste, une institution, un collectif, un historien de l’art, dans son projet de recherche, en lien avec le bassin méditerranéen.

## Liste des lauréats
Les lauréats pour les trois prix (littérature, musique, art contemporain) sont présentés sur le site de la fondation, ainsi que les sélectionnés.

### Années 2020 - Composition musicale
- 2024 : Hans Abrahamsen - Vers le Silence
- 2021 : Michael Jarrell - 4 Eindrücke

### Années 2010 - Composition musicale
- 2018 : Thomas Larcher - Symphony n°2 Kenotaph
- 2015 : George Benjamin - Written on Skin
- 2012 : Martin Smolka - Blue bells or bell blues
- 2010 : Unsuk Chin - Gougalon

### Années 2000 - Composition musicale
- 2009 : Jonathan Harvey - Speakings
- 2008 : Peter Eötvös - Seven
- 2007 : Georges Aperghis - Wölfit-Kantata
- 2006 : Helena Tulve - Reyah hadas 'ala
- 2005 : Frédéric Durieux -  Traverses 1, 2 & 3
- 2004 : Luis de Pablo - Frondoso Misterio
- 2003 : Salvatore Sciarrino - Macbeth
- 2002 : Philippe Manoury - K...
- 2001 : Simon Holt - Sunrise 'yellow noise
- 2000 : Pierre Boulez - Pour l'ensemble de son œuvre, à titre exceptionnel

### Années 1990 - Composition musicale
- 1999 : Matthias Pintscher - Thomas Chatterton
- 1998 : Eliott Carter - Allegro Scorrevole
- 1997 : Wolfgang Rihm - Gejagte Form
- 1996 : Gérard Pesson - Récréations françaises
- 1995 : Ramon Lazkano - Hitzaurre bi
- 1994 : Heinz Holliger - Irato
- 1993 : John Casken - Still Mine
- 1992 : György Kurtag - op. 27 et op. 29 no 3
- 1991 : Hans-Jürgen von Bose - Dream Palace
- 1990 : Jean-Louis Florentz - Requiem de la Vierge

### Années 1980 - Composition musicale
- 1989 : George Crumb - Pour l'ensemble de son œuvre
- 1988 : György Ligeti - Pour l'ensemble de son œuvre
- 1987 : Sofia Gubaidulina - Pour l'ensemble de son œuvre
- 1986 : Aribert Reimann - Pour l'ensemble de son œuvre
- 1985 : Goffredo Petrassi - Pour l'ensemble de son œuvre
- 1984 : Michael Tippett - Pour l'ensemble de son œuvre
- 1983 : Andrzej Panufnik - Pour l'ensemble de son œuvre
- 1982 : Marc-Antonio Consoli - Pour l'ensemble de son œuvre
- 1981 : Alain Voirpy - Pour l'ensemble de son œuvre
- 1980 :

### Années 1970 - Composition musicale
- 1979 : Franklin Gyselynck - Pour l'ensemble de son œuvre
- 1978 : Daniele Zanettovich - Musique symphonique
- 1977 :
- 1976 : Christopher Brown - Musique sacrée
- 1975 : Giampaolo Coral - Musique sacrée
- 1974 : Juliusz Luciuk - Musique scénique
- 1973 : Romuald Twardowski - Musique scénique
- 1972 : Daniele Zanettovich - Musique symphonique
- 1971 : Robert-Xavier Rodriguez - Musique sacrée
- 1970 : Krzysztof Meyer - Musique scénique

### Années 1960 - Composition musicale
- 1969 : Alain Kremski - Musique orchestrale
- 1968 : Hans Erich Apostel - Musique de chambre
- 1967 :
- 1966 : Robert-Xavier Rodriguez - Musique sacrée
- 1965 : Fernando Lopes-Graça - Musique de chambre
- 1964 : Wilhelm Georg Berger - Musique de chambre
- 1963 :
- 1962 :
- 1961 : Bruno Gillet - Musique scénique
- 1960 : Jean-Jacques Grünenwald - Musique lyrique

### Prix international d'art contemporain
- Sigles :
  - (PR) = grand prix du prince Rainier III
  - (PG) = prix de la fondation Princesse-Grace

### Années 2020 - Art contemporain
- 2022 : Christine Sun Kim[22] pour The Star-Spangled Banner, 2020

### Années 2010 - Art contemporain
- 2019 : Arthur Jafa[23] pour Love Is The Message, The Message Is Death, 2016
- 2016 : Rosa Barba[24] pour Subconscious Society, a Feature, 2014
- 2013 : Dora Garcia pour The Deviant Majority
- 2010 : Guido van der Werve pour Nummer Twaalf[25]

### Années 2000 - Art contemporain
- 2009 : Su-Mei Tse pour Some Airing
- 2008 : Didier Marcel pour Sans titre (labours)
- 2007 : Candice Breitz pour Mothers and Fathers
- 2006 : Saâdane Afif pour Power Chords
- 2005 : Carlos Garaicoa pour Carta a los Censores
- 2004 : Max Neumann (PR), Will Cotton (PG)
- 2003 : Pierre-Édouard (PR), Bernardí Roig (PG)
- 2002 : Sergio Sanz (PR), Béatrice Pasquali (PG)
- 2001 : Nicolas Alquin (PR), Joana Jorge Goncalves (PG)
- 2000 : Juan José Aquerreta (PR), Margherita Manzelli (PG)

### Années 1990 - Art contemporain
- 1999 : Thomas Orthmann (PR), Orlando Mostyn-Owen (PG)
- 1998 : Stephen Conroy (PR), Xavier Nellens (PG)
- 1997 : Roberto Matta (PR), Lorenzo Cardi (PG)
- 1996 : Vincent Desiderio (PR), Ségolène Franc du Breil (PG)
- 1995 : Hugo Sbernini (PR), Alexandra Athanassiades (PG)
- 1994 : Motohiko Obara (PR), Alessandro Montalbano (PG)
- 1993 : Yuri Kuper (PR?), Didier Mahieu (PG)
- 1992 : Oswaldo Vigas (PR), Mauro Corda (PG)
- 1991 : Vincent Bioules (PR), Xavier Dambrine (PG)
- 1990 : Jean-Paul Chambas (PR), Benoît Luyckx (PG)

### Années 1980 - Art contemporain
- 1989 : Barbara Goraczko (PR),Manuel Leonardi (PG)
- 1988 : Jean-François Duffau (PR), Christoff Debusschere (PG)
- 1987 : Jean-Paul Agosti (PR), Rémi Bourquin (PG)
- 1986 : Luis Alberto (PR), Stéphane Belzère (PG)
- 1985 : Richard Boutin (PR), Tadeusz Brudzynski (PG)
- 1984 : Pancho Quilici (PR), Matthias Hollander (PG)
- 1983 : Jochen Schimmelpenning (PR)